# ESKK
ESKK (Europejska Szkoła Kształcenia Korespondencyjnego) uruchomiona w 1991 jako pierwszy oddział holenderskiej grupy ESCC. Metoda dydaktyczna stosowana w kursach wywodzi się z bogatego doświadczenia edukacji na odległość w USA i krajach Europy Zachodniej. Każdy student jest „jedyny w klasie” – sam wybiera tempo, w jakim będzie się uczył, i ma zapewnioną opiekę osobistego nauczyciela.

## Nauczanie
ESKK przedstawia ofertę różnorodnych kursów: językowych, zawodowych i hobbystycznych. System nauki opiera się na wysyłce lub udostępnianiu materiałów, które słuchacz zgłębia samodzielnie. Na zakończenie kursów słuchacz otrzymuje świadectwo ukończenia kursu. Po ukończeniu części kursów może przystąpić do egzaminu wewnętrznego albo zewnętrznego. Egzaminy zewnętrzne dotyczą m.in. kursów komputerowych językowych (TELC), księgowych (PTE o/Poznań) oraz logistycznych.

## Właściciel
Twórcą i właścicielem ESKK jest ESCC (European School for Correspondence Courses) – holenderska grupa oferująca naukę w trybie eksternistycznym w 7 krajach Europy środkowej i wschodniej. Firma swe kroki inwestycyjne zapoczątkowała od Polski (ESKK), oferując naukę angielskiego w 1991 r. Oddziały ESCC znajdują się w następujących krajach:
- Polska (ESKK)
- Węgry (ELO)
- Rumunia (Eurocor)
- Rosja (EWKO)
- Ukraina (EWKO)
- Kazachstan (EWKO)
- Białoruś (EWKO)